# Nguyễn Tiến Sâm
Nguyễn Tiến Sâm (1946-2019), là một Đại tá, phi công, Anh hùng lực lượng vũ trang nhân dân; nguyên Thứ trưởng Bộ Giao thông Vận tải; Cục trưởng Cục Hàng không dân dụng Việt Nam; nguyên Tham mưu trưởng Quân chủng Không quân, Quân đội nhân dân Việt Nam.

## Tiểu sử
Nguyễn Tiến Sâm sinh ngày 16 thang 5 năm 1946. Quê quán: xã Đông Mỹ, huyện Thanh Trì, thành phố Hà Nội. 
- Niên khóa 1961–1964, là học sinh Trường Cấp III Chu Văn An[1], Hà Nội.
- Năm 1964, là Sinh viên Trường Đại học Bách khoa Hà Nội.
- Năm 1965, ông trúng tuyển phi công, được cử đi đào tạo phi công quân sự tại Liên Xô.
- Ông tốt nghiệp Trường đào tạo phi công quân sự tại Krasnodar thuộc Liên Xô.
- Về nước, Ông tham gia chiến đấu chông lại cuộc Chiến tranh phá hoại miền Bắc Việt Nam và là một trong số các phi công xuất sắc của Không quân Nhân dân Việt Nam, với chiến công 6 lần trực tiếp bắn rơi máy bay Mỹ[2], Ông được Chủ tịch Hồ Chí Minh tặng thưởng 6 huy hiệu Bác Hồ và Nhà nước phong tặng danh hiệu "Anh hùng lực lượng vũ trang nhân dân".
- Ông tốt nghiệp Học viện Bộ Tổng Tham mưu Quân đội Liên Xô và Học viện Chính trị Quân đội nhân dân Việt Nam.
- Ông từng là Đai tá không quân, giữ chức Tham mưu trưởng Quân chủng Không quân, kế nhiệm Thiếu tướng Nguyễn Hồng Nhị từ năm 1989.
- Năm 1998, ông chuyển ngành và nhậm chức Cục trưởng Cục Hàng không dân dụng Việt Nam.
- Tháng 10 năm 2002 đến tháng 1 năm 2007, ông giữ chức Thứ trưởng Bộ Giao thông Vận tải[3] kiêm Cục trưởng Cục Hàng không dân dụng Việt Nam.
- Ngày 1 tháng 1 năm 2007, ông được nghỉ hưu theo chế độ.[4]
- Do bệnh trọng, Ông đã trút hơi thở cuối cùng hồi 20h10 ngày 21 tháng 8 năm 2019 (tức 21/7 năm Kỷ Hợi), hưởng thọ 73 tuổi

## Phong tặng
- Anh hùng Lực lượng Vũ trang Nhân dân
- Huân chương Quân công hạng Ba
- 9 Huân chương Chiến công (1 hạng Nhất, 2 hạng Nhì, 6 hạng Ba)
- Huân chương Lao động hạng nhì (năm 2008).[5]
- 6 Huy hiệu Bác Hồ
- Huy hiệu 50 năm tuổi Đảng